# Genté
Genté est une commune du sud-ouest de la France, située dans le département de la Charente (région Nouvelle-Aquitaine).
Ses habitants sont les Gentéens et les Gentéennes.

## Géographie

### Localisation et accès
Genté est une commune située à l'ouest du département de la Charente, proche de la Charente-Maritime et 8 km au sud de Cognac.
Genté est aussi à 7 km à l'ouest de Segonzac, le chef-lieu de son canton, 11 km au nord d'Archiac, 13 km de Jarnac et 37 km à l'ouest d'Angoulême.
La commune est bordée à l'ouest par la D 731, route de Saint-Jean-d'Angély à Chalais entre Cognac et Archiac, et à l'est par la D 24, route de Cognac à Segonzac. La D 148 unit ces deux routes d'est en ouest et passe au bourg.
La gare la plus proche est celle de Cognac, desservie par des TER à destination d'Angoulême, Saintes et Royan.

### Hameaux et lieux-dits
La commune est occupée au nord par une partie de la base aérienne 709 de Cognac.
Les hameaux sont principalement groupés près du bourg, à l'est et à l'ouest, le long de la D 148. D'ouest en est, on trouve la Couture, la Vallade, Thouars, Nonac et Marville. Au nord-est, les Six Chemins est un carrefour situé à la limite de la commune de Gensac-la-Pallue.

### Communes limitrophes
|                 | Châteaubernard | Gensac-la-Pallue |
| Salles-d'Angles | Genté          |                  |
|                 |                | Angeac-Champagne |

### Géologie et relief
Comme toute cette partie rive gauche de la  Charente au sud d'Angoulême et Cognac, c'est une zone calcaire datant du Crétacé.
Le Santonien occupe une grande moitié nord de la commune. Il correspond à la plaine de Châteaubernard. La moitié sud est occupée par le Campanien, calcaire plus crayeux, qui occupe une grande partie du Sud Charente et donne les paysages de Champagne dans l'ouest du département de la Charente.
Une cuesta du Campanien faisant face au nord traverse la commune d'est en ouest. Cet escarpement caractéristique, démarrant à l'ouest à Salles-d'Angles et passant au pied du bourg, traverse tout le département et va vers le sud-est en direction de Bouteville, Jurignac et Plassac-Rouffiac. Dans la commune, il sépare au nord la plaine de Cognac de la Champagne au sud,,.
La commune est donc occupée par la plaine dans une grande moitié nord, dont l'altitude moyenne est de 30 m, et par des plateaux au sud de la cuesta, qui dominent cette plaine. Le point culminant de la commune est à une altitude de 101 m, situé au réservoir au sud du bourg (borne IGN). Le point le plus bas est à 18 m, situé sur la limite nord. Le bourg, à flanc de l'escarpement, s'étage entre 45 et 80 m d'altitude.

### Hydrographie

#### Réseau hydrographique

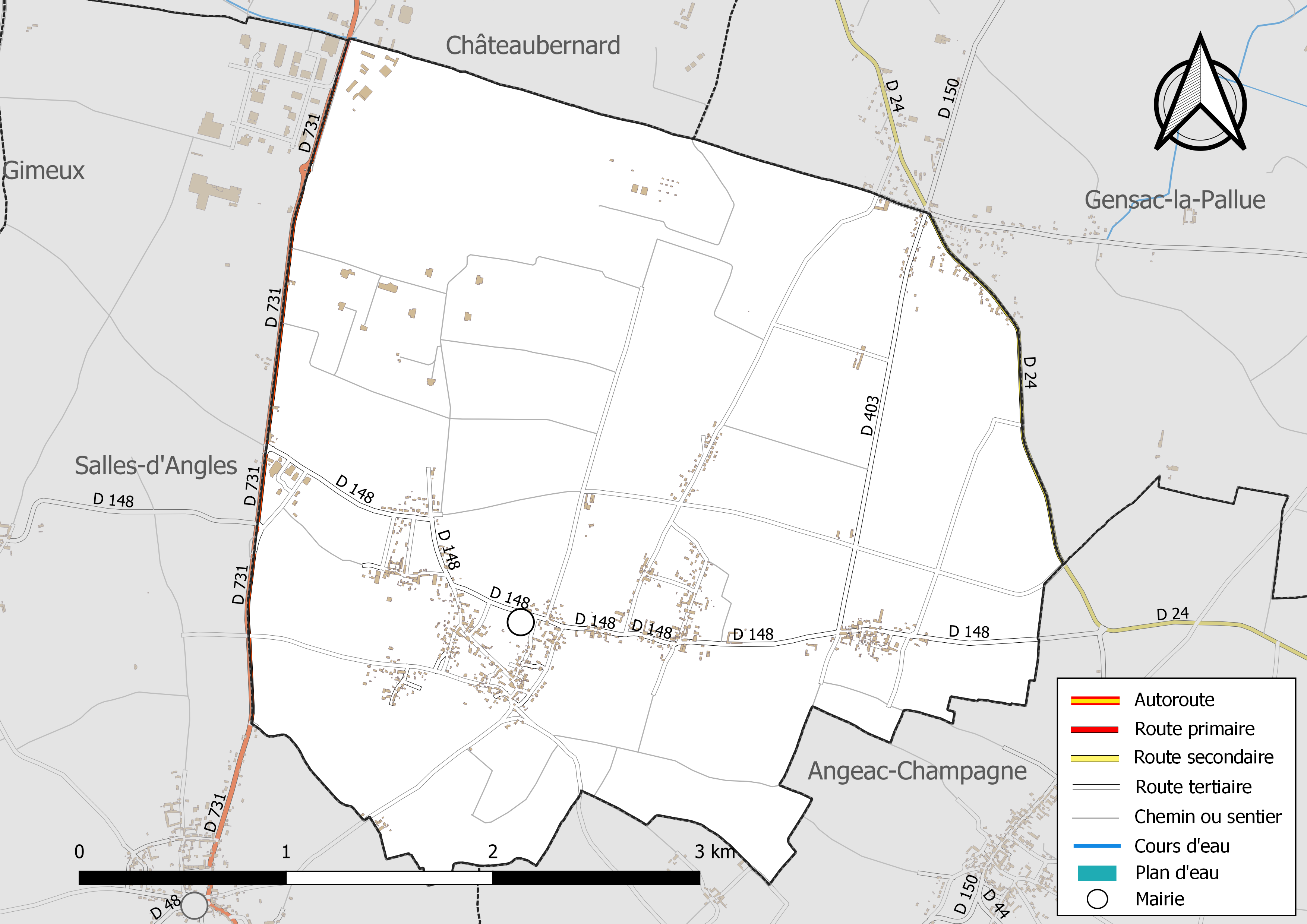
Réseaux hydrographique et routier de Genté.

La commune est située dans le bassin versant de la Charente au sein  du Bassin Adour-Garonne. Aucun cours d'eau permanent n'est répertorié sur la commune, mais on peut trouver quelques sources et fontaines près du bourg,.

### Climat
Comme dans les trois quarts sud et ouest du département, le climat est océanique aquitain.

## Urbanisme

### Typologie
Au 1er janvier 2024, Genté est catégorisée commune rurale à habitat dispersé, selon la nouvelle grille communale de densité à 7 niveaux définie par l'Insee en 2022.
Elle est située hors unité urbaine. Par ailleurs la commune fait partie de l'aire d'attraction de Cognac, dont elle est une commune de la couronne,. Cette aire, qui regroupe 44 communes, est catégorisée dans les aires de 50 000 à moins de 200 000 habitants,.

### Occupation des sols
L'occupation des sols de la commune, telle qu'elle ressort de la base de données européenne d’occupation biophysique des sols Corine Land Cover (CLC), est marquée par l'importance des territoires agricoles (78,6 % en 2018), en diminution par rapport à 1990 (80,2 %). La répartition détaillée en 2018 est la suivante : 
cultures permanentes (34,5 %), zones agricoles hétérogènes (24,5 %), terres arables (19,5 %), zones industrielles ou commerciales et réseaux de communication (14,1 %), zones urbanisées (7,3 %). L'évolution de l’occupation des sols de la commune et de ses infrastructures peut être observée sur les différentes représentations cartographiques du territoire : la carte de Cassini (XVIIIe siècle), la carte d'état-major (1820-1866) et les cartes ou photos aériennes de l'IGN pour la période actuelle (1950 à aujourd'hui).

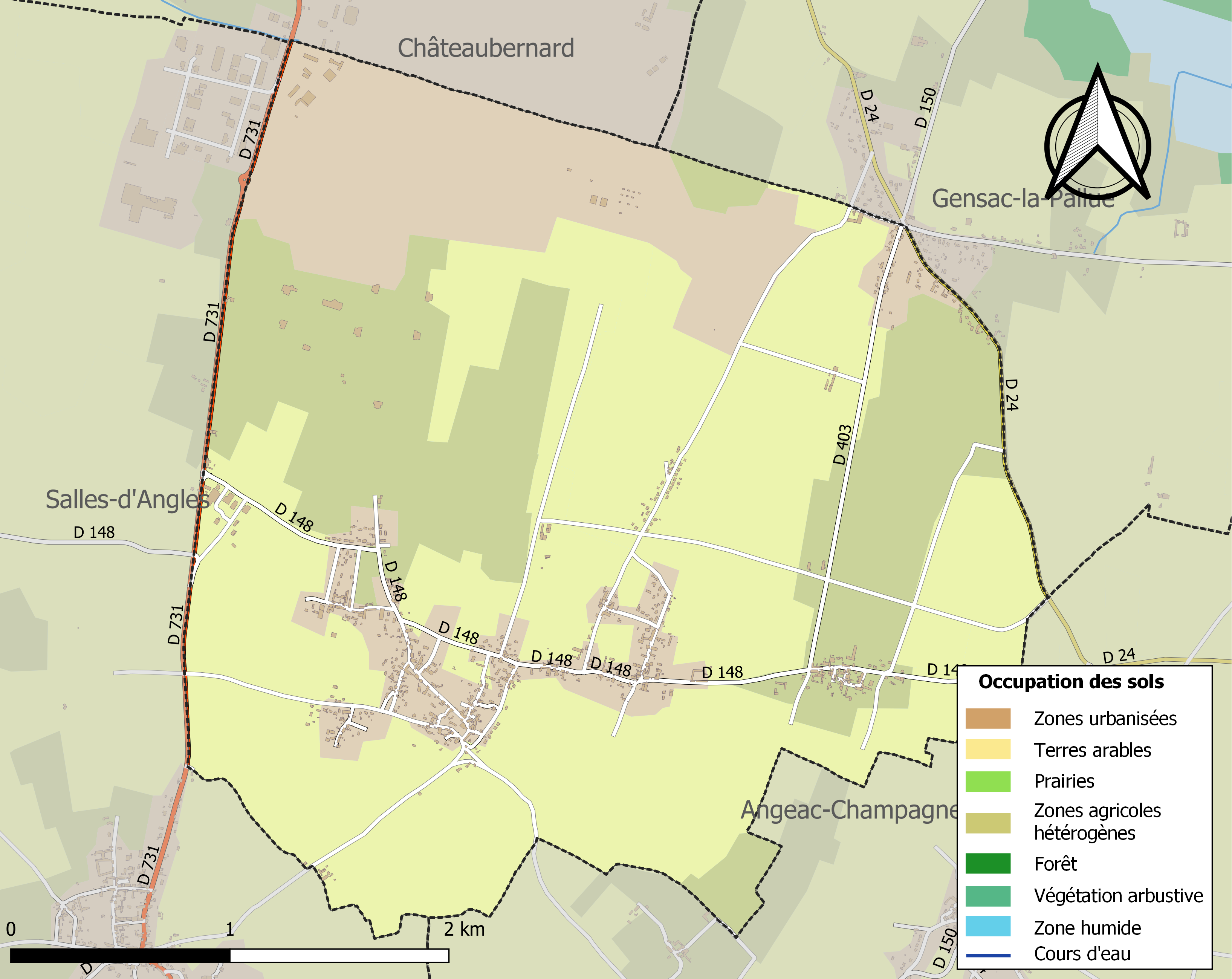
Carte des infrastructures et de l'occupation des sols de la commune en 2018 (CLC).

### Risques majeurs
Le territoire de la commune de Genté est vulnérable à différents aléas naturels : météorologiques (tempête, orage, neige, grand froid, canicule ou sécheresse), inondations et séisme (sismicité faible). Il est également exposé à un risque technologique,  le transport de matières dangereuses. Un site publié par le BRGM permet d'évaluer simplement et rapidement les risques d'un bien localisé soit par son adresse soit par le numéro de sa parcelle.

#### Risques naturels
Certaines parties du territoire communal sont susceptibles d’être affectées par le risque d’inondation par ruissellement et coulée de boue, notamment la Charente. La commune a été reconnue en état de catastrophe naturelle au titre des dommages causés par les inondations et coulées de boue survenues en 1982, 1986, 1992, 1993 et 1999,.

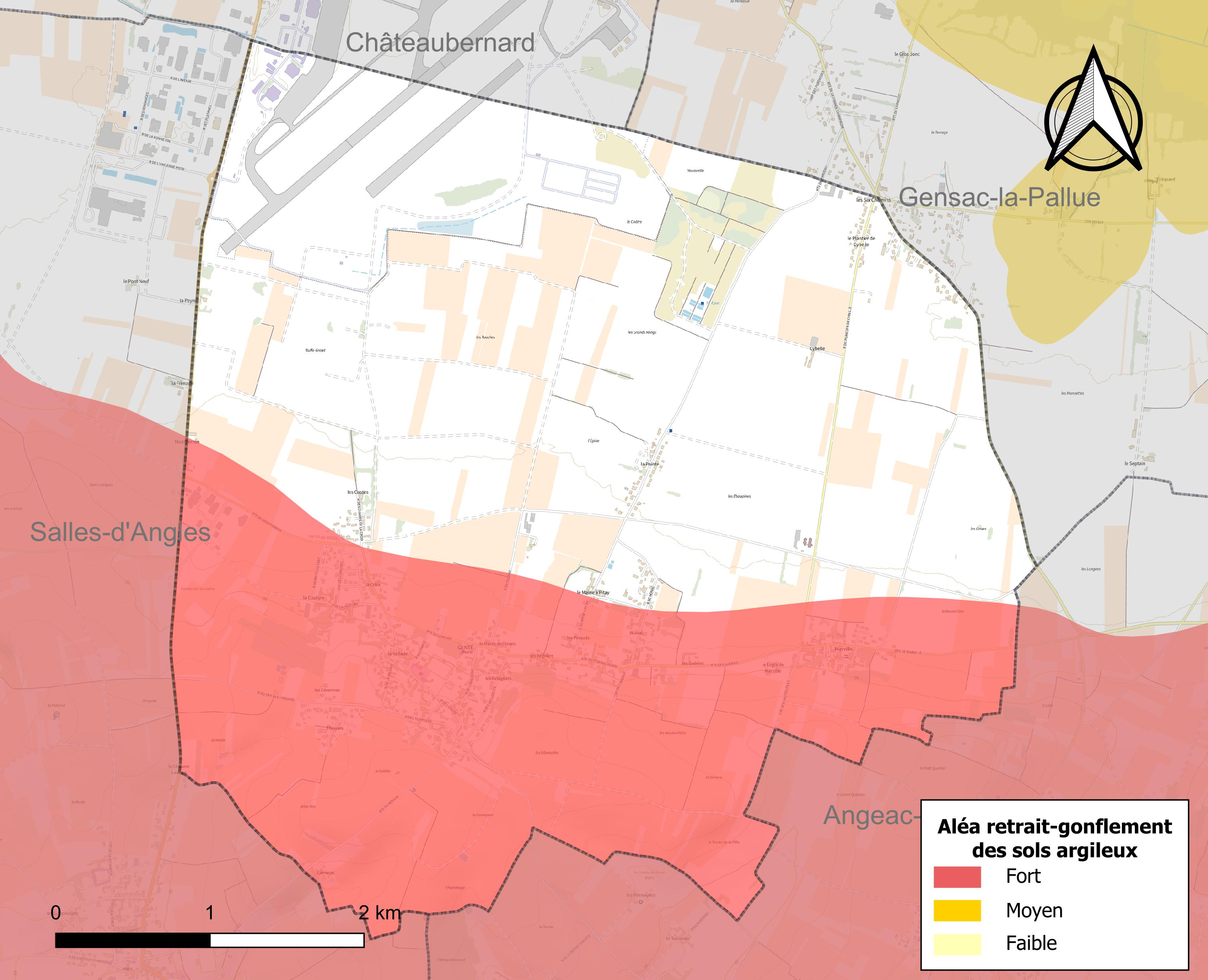
Carte des zones d'aléa retrait-gonflement des sols argileux de Genté.

Le retrait-gonflement des sols argileux est susceptible d'engendrer des dommages importants aux bâtiments en cas d’alternance de périodes de sécheresse et de pluie. 38,7 % de la superficie communale est en aléa moyen ou fort (67,4 % au niveau départemental et 48,5 % au niveau national). Sur les 417 bâtiments dénombrés sur la commune en 2019,  308 sont en aléa moyen ou fort, soit 74 %, à comparer aux 81 % au niveau départemental et 54 % au niveau national. Une cartographie de l'exposition du territoire national au retrait gonflement des sols argileux est disponible sur le site du BRGM,.
Par ailleurs, afin de mieux appréhender le risque d’affaissement de terrain, l'inventaire national des cavités souterraines permet de localiser celles situées sur la commune.
Concernant les mouvements de terrains, la commune a été reconnue en état de catastrophe naturelle au titre des dommages causés par la sécheresse en 2005, 2009 et 2011 et par des mouvements de terrain en 1999.

#### Risques technologiques
Le risque de transport de matières dangereuses sur la commune est lié à sa traversée par une ou des infrastructures routières ou ferroviaires importantes ou la présence d'une canalisation de transport d'hydrocarbures. Un accident se produisant sur de telles infrastructures est susceptible d’avoir des effets graves sur les biens, les personnes ou l'environnement, selon la nature du matériau transporté. Des dispositions d’urbanisme peuvent être préconisées en conséquence.

## Toponymie
Les formes anciennes sont Agento en 1110, Genten (non daté).
L'origine du nom de Genté remonterait à un nom de personne gaulois, peut-être apparenté à Agen,.
Genté est une des rares communes de cette partie de la Charente dont le nom se termine par -é et non par -ac.

## Histoire

### Antiquité
La présence d'un fossé circulaire protohistorique au lieu-dit les Touches, et du site d'un camp néolithique sur la colline de Jette Feu montre l'ancienneté de l'occupation.
Le chemin Boisné, ancienne voie romaine de Saintes à Périgueux, limite la commune au nord.

### Du Moyen Âge à la Révolution
Genté fit partie, au Moyen Âge, des châtellenies de Cognac et de Merpins, et eut pour seigneurs les sires de Cognac, depuis Arnaud jusqu'à Guy de Lusignan. Guy de Lusignan, n'ayant pas de posterité,légua à son neveu, Guy de Mortemer par testament daté d'octobre 1281, les seigneuries de Salles et Genté. la famille de Mortemer posséda les droits seigneuriaux de Genté jusqu'en 1561, époque à laquelle Gaston de La Rochefoucauld leur succéda. La petite-fille de ce dernier et le comte de Brassac, son mari, aliénèrent, sous faculté de rachat, en 1675, la terre de Genté et les droits en dépendant à Christophe Giraud, écuyer, seigneur de Bois-Charente, lequel en février 1693, en fit cession à Philippe Guillet, avocat du roi à Cognac. La terre de Genté fut séparée de celle de Salles de 1675 à 1754. Le 6 juillet 1754, la princesse de Chalais rachètera Genté à la veuve de Philippe Guillet et à son fils curé de Cherves, par acte reçu par Prévostière, notaire à Genté. Madame de Chalais et les Talleyrand-Périgord furent, jusqu'à la Révolution, les continuateurs des de Mortemer et des de La Rochefoucauld.
Initialement relevant du comté d'Angoumois, la terre de Marville était une seigneurie qui faisait partie, avec Roissac et Gensac d'une transaction qui a eu lieu en 1231 entre les comtes d'Angoulême, en l'occurrence Hugues X de Lusignan et sa femme Isabelle, ex-reine d'Angleterre, et Itier II de Barbezieux, de Saintonge. Ce dernier renonçait aux droits sur la châtellenie de Merpins en échange de ceux sur ces trois seigneuries,.
Le 7 mars 1787, les représentants de Genté à l'assemblée préliminaire des États généraux de 1789 qui se tient à la salle capitulaire des Récollets de Cognac sont Prévostière et Pierre Longué,.

## Politique et administration
| Période                                  | Période  | Identité          | Étiquette | Qualité                                          |
| ---------------------------------------- | -------- | ----------------- | --------- | ------------------------------------------------ |
| Les données manquantes sont à compléter. |          |                   |           |                                                  |
| 1983                                     | 2020     | Christian Valtaud | SE        | Viticulteur, Président de la CC Grande-Champagne |
| 2020                                     | 2022     | Alain Lagier      | SE        | Directeur informatique retraité                  |
| 2022                                     | En cours | Carmen Bernard    | SE        |                                                  |

La mairie de Genté était aussi le siège de l'ancienne communauté de communes de Grande Champagne.

## Démographie

### Évolution démographique
L'évolution du nombre d'habitants est connue à travers les recensements de la population effectués dans la commune depuis 1793. Pour les communes de moins de 10 000 habitants, une enquête de recensement portant sur toute la population est réalisée tous les cinq ans, les populations de référence des années intermédiaires étant quant à elles estimées par interpolation ou extrapolation. Pour la commune, le premier recensement exhaustif entrant dans le cadre du nouveau dispositif a été réalisé en 2004.

En 2022, la commune comptait 929 habitants, en évolution de +3,57 % par rapport à 2016 (Charente : −0,48 %, France hors Mayotte : +2,11 %).
| 1793 | 1800 | 1806 | 1821 | 1831 | 1841 | 1846 | 1851 | 1856 |
| ---- | ---- | ---- | ---- | ---- | ---- | ---- | ---- | ---- |
| 592  | 543  | 567  | 508  | 605  | 717  | 735  | 801  | 788  |

| 1861 | 1866 | 1872 | 1876 | 1881 | 1886 | 1891 | 1896 | 1901 |
| ---- | ---- | ---- | ---- | ---- | ---- | ---- | ---- | ---- |
| 994  | 973  | 930  | 907  | 750  | 682  | 606  | 583  | 596  |

| 1906 | 1911 | 1921 | 1926 | 1931 | 1936 | 1946 | 1954 | 1962 |
| ---- | ---- | ---- | ---- | ---- | ---- | ---- | ---- | ---- |
| 600  | 583  | 564  | 550  | 512  | 470  | 402  | 444  | 519  |

| 1968 | 1975 | 1982 | 1990 | 1999 | 2004 | 2006 | 2009 | 2014 |
| ---- | ---- | ---- | ---- | ---- | ---- | ---- | ---- | ---- |
| 607  | 694  | 755  | 851  | 830  | 857  | 852  | 895  | 900  |

| 2019 | 2022 | - | - | - | - | - | - | - |
| ---- | ---- | - | - | - | - | - | - | - |
| 886  | 929  | - | - | - | - | - | - | - |

### Pyramide des âges
La population de la commune est relativement âgée.
En 2018, le taux de personnes d'un âge inférieur à 30 ans s'élève à 29 %, soit en dessous de la moyenne départementale (30,2 %). À l'inverse, le taux de personnes d'âge supérieur à 60 ans est de 32,4 % la même année, alors qu'il est de 32,3 % au niveau départemental.
En 2018, la commune comptait 443 hommes pour 442 femmes, soit un taux de 50,06 % d'hommes, légèrement supérieur au taux départemental (48,41 %).
Les pyramides des âges de la commune et du département s'établissent comme suit.
| Hommes | Classe d’âge | Femmes |
| ------ | ------------ | ------ |
| 0,5    | 90 ou +      | 1,8    |
| 8,1    | 75-89 ans    | 6,8    |
| 23,0   | 60-74 ans    | 24,7   |
| 22,1   | 45-59 ans    | 19,5   |
| 16,9   | 30-44 ans    | 18,8   |
| 11,7   | 15-29 ans    | 13,6   |
| 17,8   | 0-14 ans     | 14,9   |

| Hommes | Classe d’âge | Femmes |
| ------ | ------------ | ------ |
| 1      | 90 ou +      | 2,7    |
| 9,2    | 75-89 ans    | 12     |
| 20,6   | 60-74 ans    | 21,3   |
| 20,7   | 45-59 ans    | 20,3   |
| 16,8   | 30-44 ans    | 16     |
| 15,6   | 15-29 ans    | 13,4   |
| 16,1   | 0-14 ans     | 14,3   |

## Économie

### Agriculture
La viticulture est une activité importante de Genté, qui est située dans la zone d'appellation d'origine contrôlée cognac, en Grande Champagne, premier cru classé du cognac.
De petits producteurs de cognac, de pineau des Charentes et de vin de Pays charentais sont installés dans la commune.

## Équipements, services et vie locale

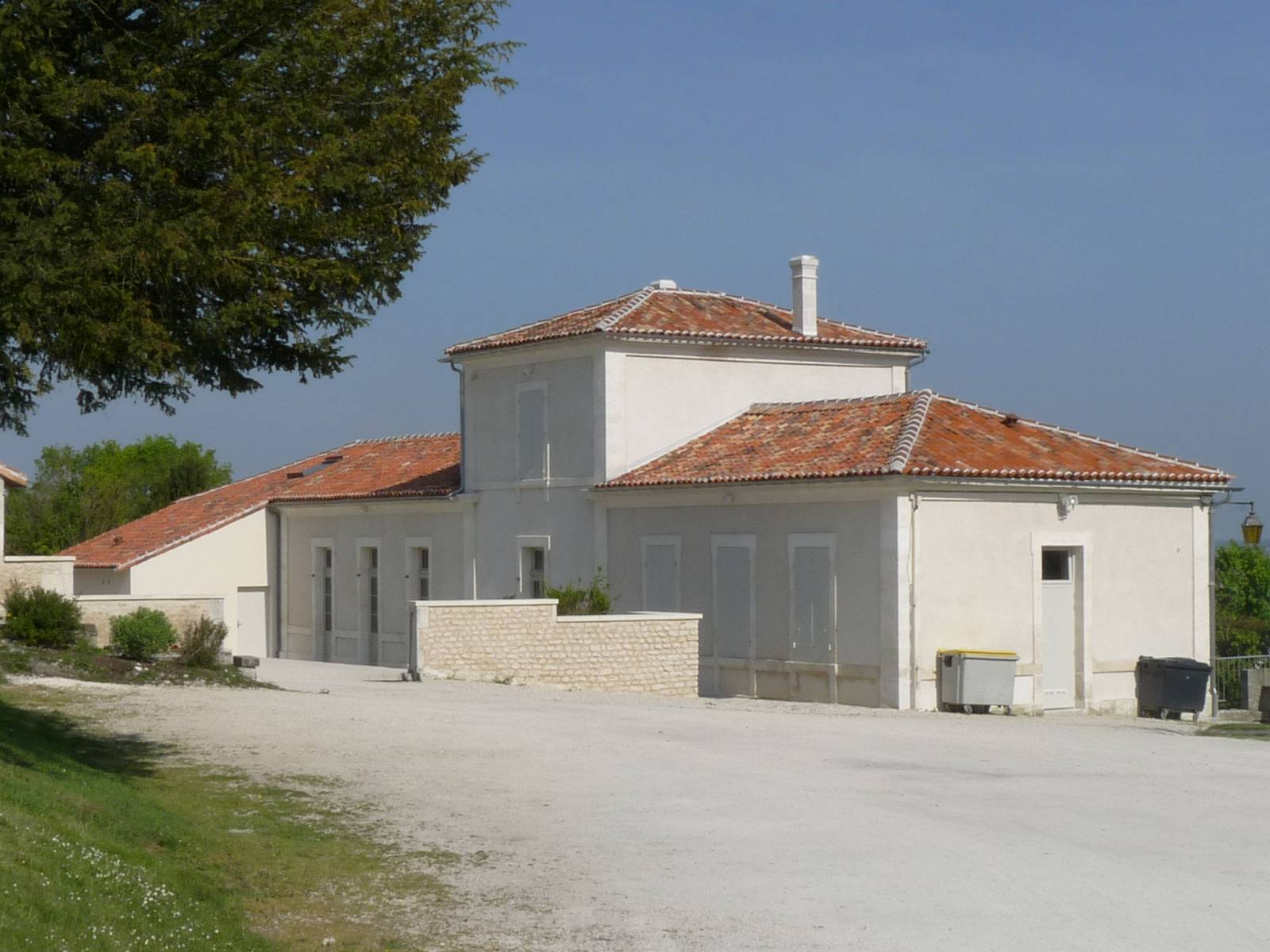
La salle des fêtes près de l'église.

### Enseignement
Genté possède une école primaire comprenant trois classes. Le secteur du collège est Cognac, collège Elisée-Mousnier.

## Lieux et monuments

### Patrimoine religieux
L'église paroissiale Saint-Médard de Genté, bien qu'incontestablement de style roman a un style très particulier, différent de celui des autres églises des Charentes. Elle est inscrite monument historique depuis 1984,.

Église Saint-Médard
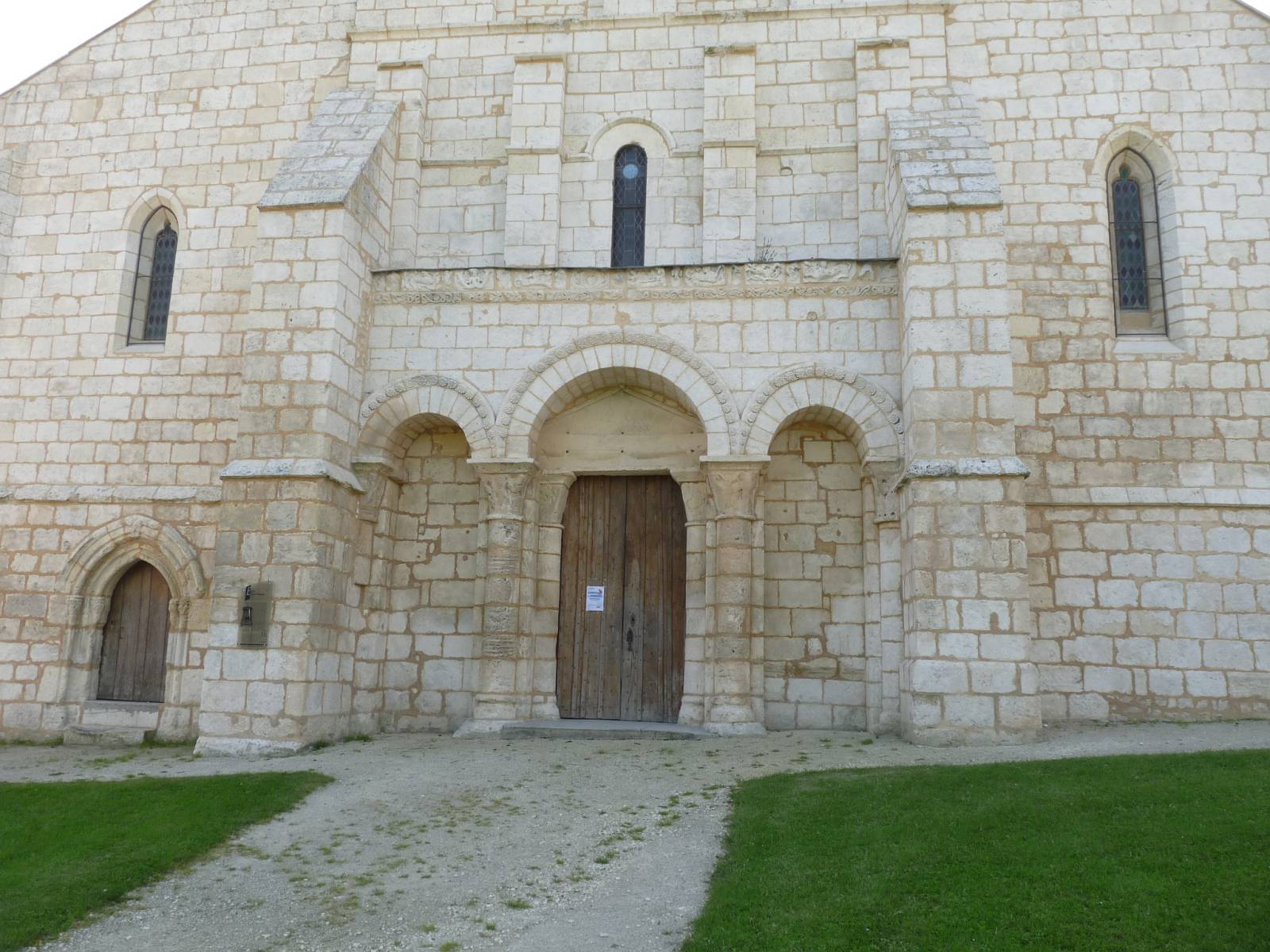
La façade.
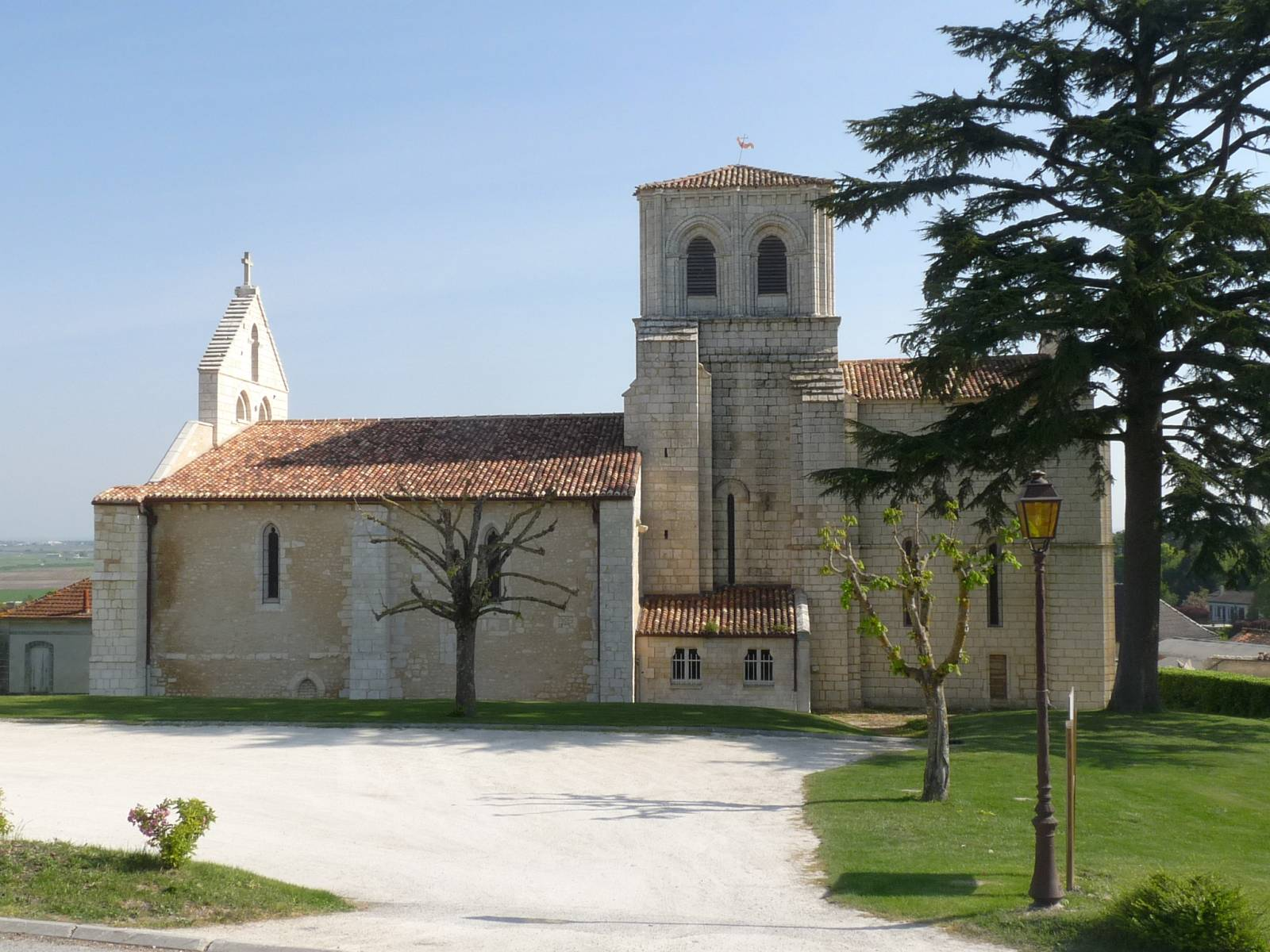
Vue latérale sud-ouest.
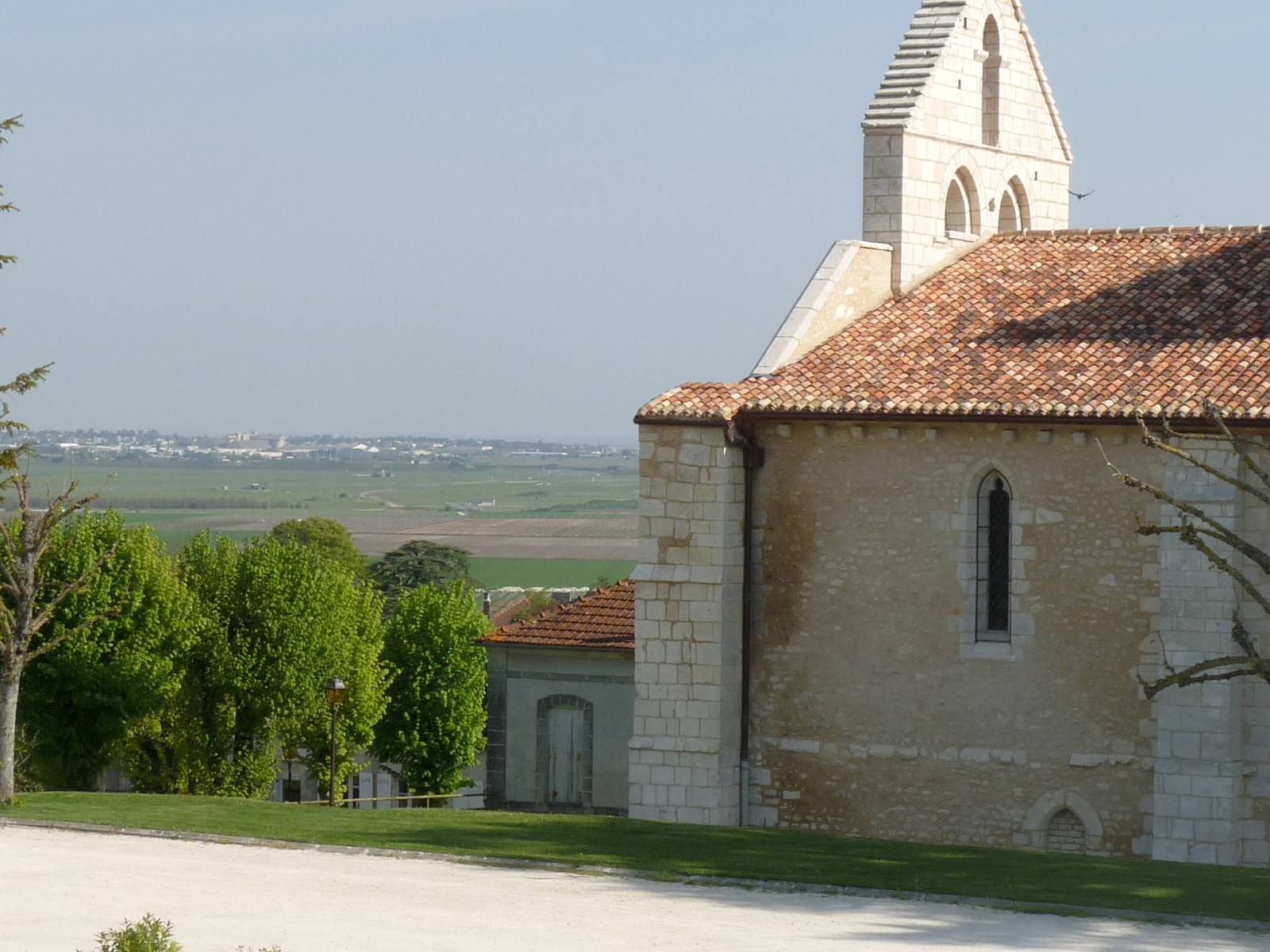
Le clocher-mur et la vue sur la plaine de Cognac.
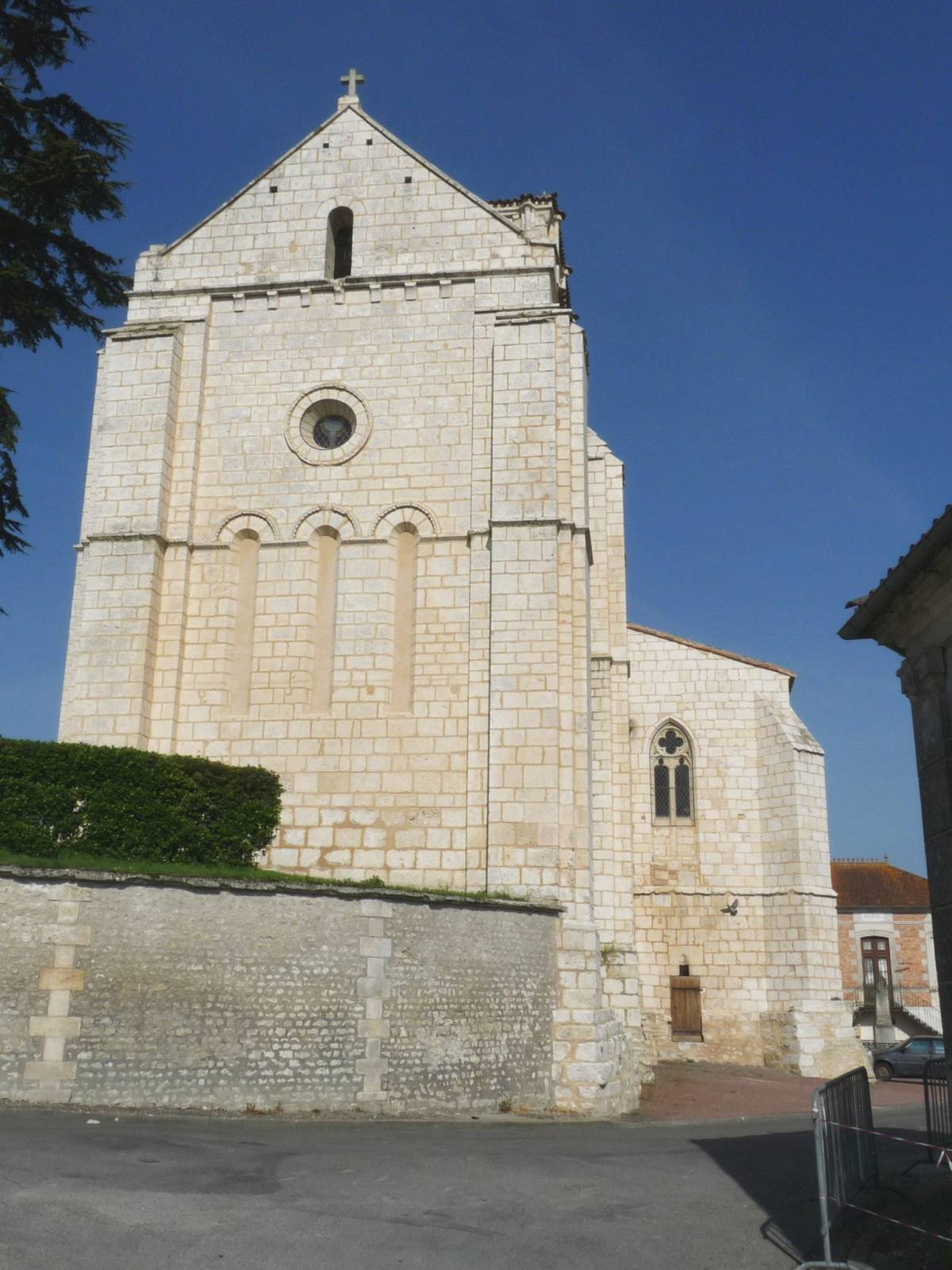
L'arrière.
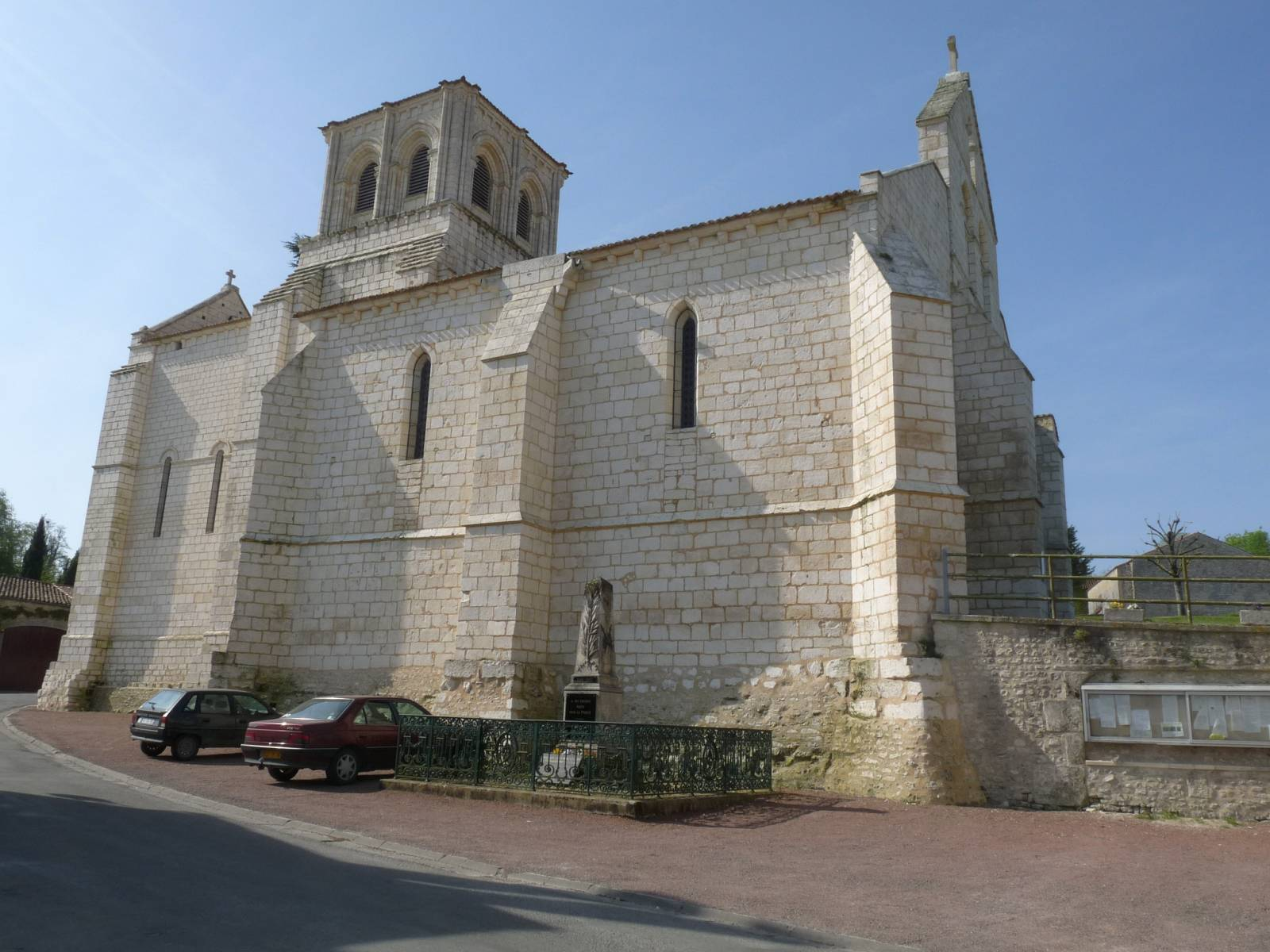
Vue latérale nord-est

### Patrimoine civil

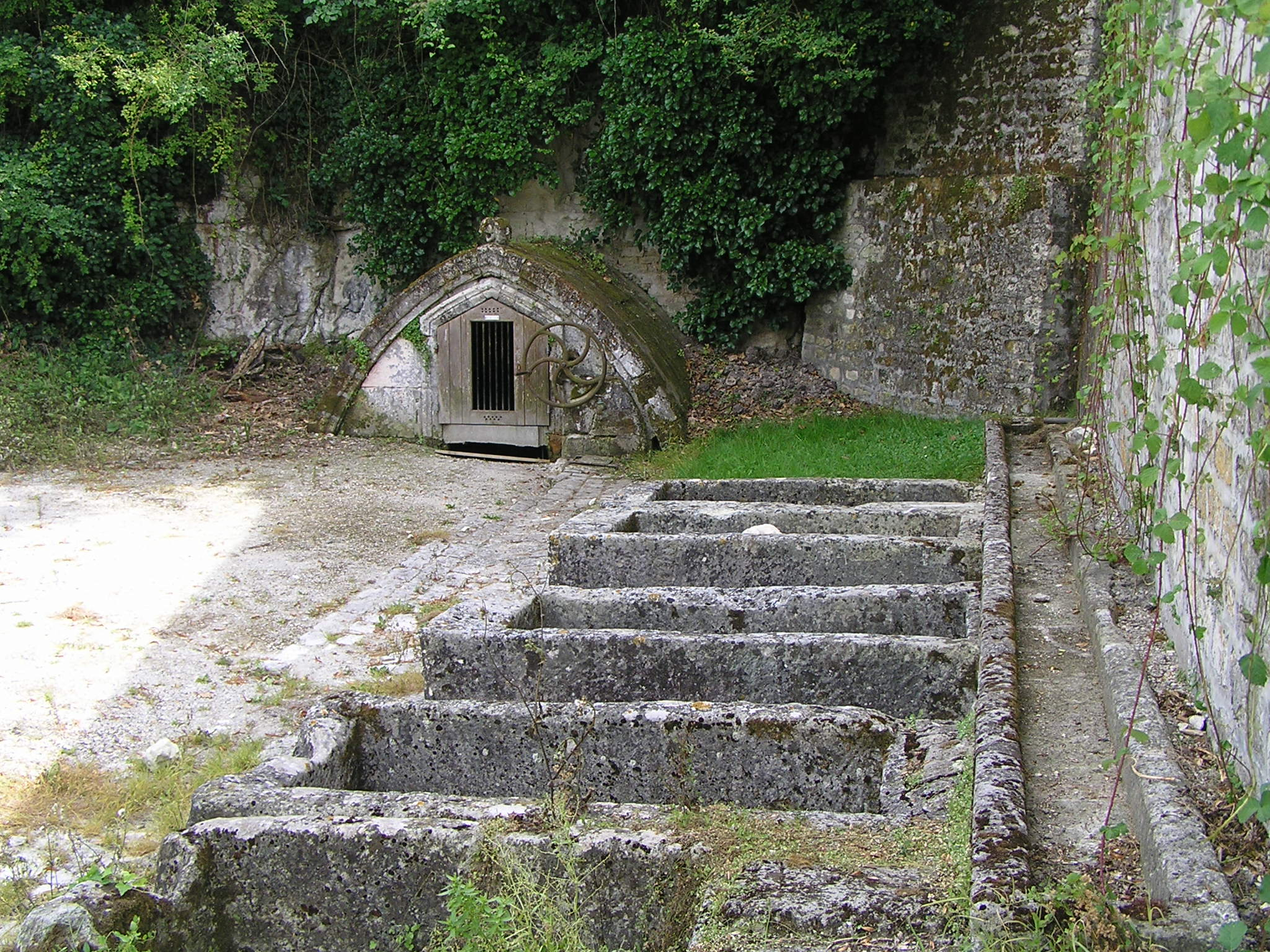
La fontaine, ancien lavoir et abreuvoir.

Des tunnels existeraient pouvant aller jusqu'à Cognac. Un est répertorié partant de la fontaine du bourg, un autre chez des particuliers, etc. Ils sont pour la plupart en mauvais état mais pourraient vraisemblablement être restaurés.

## Personnalités liées à la commune
- Armand Berton (1859-1916), homme politique, maire de Crozant, député de la Creuse de 1898 à 1902.

## Héraldique
| Blason | Blasonnement : Parti : contre-fascé d'or et d'azur de six pièces, à un écusson d'argent chargé d'une bande de gueules, posé en abîme. |

## Jumelages
- Sant Pere de Vilamajor (Espagne) depuis 1994.